# Maria Popesco
Mari(oar)a Popesco, née le 4 septembre 1919 à Bucarest et morte le 3 novembre 2004 en Valais, est célèbre en tant que victime d'une erreur judiciaire suisse.

## Vie avant la condamnation
Maria Popesco est née en Roumanie dans un milieu de nantis, un père magnat du pétrole et une mère issue d'une ancienne famille roumaine. Elle s'est mariée, en tenant tête à son père opposé à cette union, au fils de Stelian Popescu, ancien ministre de la Justice de Carol II, personnage très controversé dans son pays et propriétaire du plus grand journal de Roumanie, l'Universul. Elle arriva en Suisse avec son mari en 1942, tout d'abord à Berne, puis à Genève, pour être à l’abri de la Seconde Guerre mondiale qui agitait l’Europe. Vivant dans une bulle de nantis internationaux, elle était en complet anachronisme avec le monde des restrictions, des coupons et de crise que vivait la Suisse et les Suisses à cette époque.

## Condamnation
Un mercredi (voir titre de son autobiographie) de 1945, Maria Popesco est arrêtée à Genève, sous l'inculpation d'empoisonnement de deux de ses proches, sa belle-mère et sa femme de chambre et de tentative sur la personne de son beau-père. Au terme d'un procès mémorable, qui agita beaucoup l’opinion publique, elle fut condamnée le 20 décembre 1946 par la cour d'assises de Genève à la réclusion à perpétuité pour avoir empoisonné sa belle-mère Lelia Popesco (morte le 26 juin 1945), sa femme de chambre Lina Mory (morte le 25 juillet 1945) et tenté d'empoisonner son beau-père Stelian Popescu. Bien qu'elle clamât sans cesse son innocence et malgré les carences de la procédure, la Justice genevoise confirma la condamnation à la détention à vie, une première pour une femme en Suisse. La roumaine n'avait pas vingt-six ans.

## Faux indices, expertises douteuses
Avant 1945, on ne relève dans l'histoire de la médecine légale aucun cas d'empoisonnement par véronal, car c'est une substance très amère et difficilement soluble, peu propice à l'ingestion. Or l'accusation contre Maria Popesco s'est fondée sur le véronal. Elle l'aurait employé pour tuer 1), sa servante, Lina Mory 2) l'épouse de Stelian Popesco qui est, en fait, décédée à cause d'un cancer du sein, et 3) son beau-père Stelian Popesco lui-même, avec une dose de Lacteol ingérée, selon ses dires, pour lutter contre une grippe intestinale, et qui aurait contenu du véronal. Il n'existait en outre de la part de Maria Popesco aucun motif connu pouvant justifier les meurtres, car selon la législation roumaine, le droit de succession n'aurait pas permis à Maria de recevoir d'héritage, n'ayant pas d'enfants.
Le professeur Anton Gordonoff a démontré en 1953 qu'à l'époque, (en 1945), la femme de chambre, la belle-mère et le beau-père ont consommé de manière régulière un somnifère, le Quadronox, composé principalement de véronal. Il a donc prouvé, par la suite, que l'existence de la substance dans les corps des victimes alléguées n'était pas forcément la preuve d'un meurtre.

### Tentative supposée/alléguée de meurtre contre Stelian Popescu
Le 25 juillet 1945 à Genève, Stelian Popesco a accusé (un recours) sa belle-fille Maria. Elle aurait essayé, avec des comprimés Lacteol, visant sa grippe intestinale qui, en réalité, aurait été du « véronal » de l'empoisonner. Sur le conseil de Marie, il a pris le 13 juillet après le déjeuner ces comprimés. L'après-midi, il avait encore quelques rendez-vous et a eu un bon appétit. Au cours de la nuit, il a présenté une étrange fatigue, et il a fait appeler le docteur « M. », à qui il a indiqué ses suspicions à l'égard de Maria. Le médecin a vu l'état du malade qu'il n'a pas considéré comme alarmant et a fait seulement une injection de vitamine B. À la demande du patient, il a cependant, à la clinique, fait des recherches, qui se sont avérées positives, de véronal dans l'urine.

### Meurtre/assassinat supposé/allégué de Lina Mory
Le 23 juillet 1945 Maria Popesco signalait à la police que la femme de chambre, Lina Mory s'était enfermée dans sa chambre. Après avoir forcé la porte, on retrouvait Lina Mory mourante, avec des coupures superficielles au poignet droit et une lame de rasoir fut trouvée sur le tapis. Les enquêteurs ne cherchèrent pas les empreintes digitales sur la lame de rasoir. Lina Mory était gauchère et mit la clé à l'intérieur de la serrure - Notes sur le suicide -, mais ceci n'a pas intéressé la police, car on a trouvé à nouveau des traces de véronal dans l'urine de Lina. Lina Mory souffrait de dépression, parce que son père était alcoolique. Par une lettre d'un des Roumains, lors du procès devant les tribunaux, ces faits ont été négligés, tout comme le fait que Lina avait été enceinte et qu'elle s'était fait avorter.

### Assassinat/meurtre supposé/allégué de l'épouse de Stelian Popesco
De plus, au début du procès contre Maria Popesco, on exhuma sa belle-mère qui était morte à l'hôpital à cause d'un cancer du sein. On retrouva chez elle également des traces de véronal. Mais quel sens y aurait-il eu pour Maria Popesco d'accélérer un décès qui se serait produit dans tous les cas par la maladie? Une infirmière (« P. ») affirma que Maria aurait probablement empoisonné sa belle-mère lors d'une visite à l'hôpital avec du poison injecté en intraveineuse, parce que la transfusion avait été déplacée. Le Docteur François Naville, expert médical, ignorait que le véronal était insoluble et ne pouvait par conséquent être injecté. En outre, il aurait été plus simple de s'aider du « poison » de la perfusion que d'y d'ajouter du poison. Avec la seringue, l' « arme du crime », était trouvée. Le procureur Cornu raconta aux jurés cette histoire de poison et de meurtre, qui le crurent sans l'ombre d'un doute.

## Années de prison
Dans le pénitencier, une vie nouvelle commença pour elle. Mais au lieu de se résigner ou de gémir, Maria Popesco suivit son chemin, décidée à se défendre. À deux reprises, elle demanda la révision de son procès. Une première fois avec l'aide de son avocat, Jean Poncet, le 1er février 1950, ce qui permit de mettre en évidence les lacunes de la première procédure et permit de jeter un regard différent sur tous les protagonistes du drame. Toutefois elle fut une première fois déboutée. Mais c'est en revanche les éléments apportés lors de la deuxième demande de révision, défendue par maître Georges Brunschvig, qui ébranlèrent bon nombre de certitudes de culpabilité, trop vite acquises lors du procès en 1945.
Le recours en révision déposé dans le courant décembre 1952, déboucha sur l'acceptation d'un complément d'information, quant aux analyses toxicologiques. En effet le pilier de l'accusation de 1945 reposait sur le fait que seule Maria Popesco était en possession de barbituriques, sous forme de véronal. Or les experts confirmèrent la présence au domicile des Popesco d'une importante quantité de médicaments dont en particulier des barbituriques sous forme de Quadronox, dont faisaient entre autres usage Stelian Popesco et Leila Popesco. En plus, de nombreuses invraisemblances furent mises en évidence, comme les 5 heures écoulées entre la prise supposée de barbiturique par Stelian Popescu et le malaise violent qui nécessita son hospitalisation, ou le décès de Leila Popesco, atteinte d'un cancer terminal, dont l'origine de la prise de barbiturique aurait très bien pu être celle de Quadronox, mais non recherchée.
Malgré ces éléments forts qui acquirent à sa cause une frange importante de l'opinion, et bien au-delà des frontières genevoises, Maria Popesco fut encore une fois déboutée. Devant le Grand Conseil genevois, lors de sa session du 13 janvier 1957, Maria Popesco déposait sa demande en grâce. Après onze ans et demi de captivité, son recours en grâce est accepté ce malgré l'avis défavorable de la commission de grâce, dont le rapporteur était Pierre Jaccoud. Ce dernier vola au secours de la magistrature genevoise qu'il croyait attaquée, mais contre son avis le parlement vota à une écrasante majorité en faveur de la grâce de Maria Popesco. Elle sortit du pénitencier de Rolle le 31 janvier 1957.

## Vie après le pénitencier
Après un séjour à Zurich, elle dut apprendre, sans qualification préalable, en tant qu'apatride, à se réinsérer socialement, à refaire sa vie. Après avoir fait venir son père en 1961, qu'elle dut payer au régime roumain devenu communiste, comme de la vulgaire marchandise, elle adopta et éleva un enfant suisse. Maria Popesco, devenue suissesse, s’est retirée par la suite entre lac et montagne et s'est fondue dans l'anonymat. C'est uniquement le 25 mars 1965 qu'elle fit une courte apparition en venant assister, au premier rang du public, au recours en révision de Pierre Jaccoud. Après une réinsertion largement réussie et avoir connu les joies de la vie de mère, puis de grand-mère, elle s’est éteinte en toute discrétion le 3 novembre 2004. Jamais, Maria Popesco, ne s’est départie de sa position et a continué à clamer son innocence.

## Suite

### Autobiographie
En 1961, elle a publié le livre Entre deux mercredis, qui parle largement de l'affaire, mais qui reste aussi un témoignage unique sur les structures carcérales suisses de cette époque. Le livre jette une lumière crue sur les conditions de vie en prison en Suisse. Il représente un document émouvant, présenté sans fard, où transperce, brutalement parfois, l'argot des détenus. Il représente aussi un cas unique ainsi qu'une contribution « douloureuse » à la réforme des établissements pénitentiaires suisses qui a eu lieu par la suite et peut-être aussi de certaines méthodes judiciaires.

### Recherches contemporaines
Selon le journaliste Jean-Noël Cuénod, il s'agit d'un des sept procès les plus spectaculaires de Genève (parmi ceux de Sissi, Léon Nicole, Georges Oltramare, Pierre Jaccoud et Frédéric Dard).

#### « Femme fatale »
Un projet historique de l'Université de Bâle a étudié les notions qui sont véhiculées sur le terme de « femmes délinquantes dans le passé suisse », par rapport aux attentes d'une « féminité normale  ».  Selon Dominique Grisard, historienne et spécialiste des études de genre "gender studies", dans le cas  "Popesco", qui par ses propres mots, a souvent été décrit comme « particulièrement répréhensible » et où Maria Popesco a été décrite comme « femme dangereuse » ou même, comme « femme fatale », n'est pas un cas unique dans l'histoire suisse. La représentation des femmes délinquantes est généralement mis en liens ouvert avec une certaine idée de la subjectivité féminine et de la normalisation des pratiques. Le cas de Maria Popesco fournit quelques aides visuelles à ces théories. Pour vérifier les déclarations, dans les médias, l'image de Maria Popesco était montré de manière contradictoire. D'une part la fascination exercée par l'apparence de cette femme est devenue évidente; la fascination contradictoire des caractères. Cette femme n'est même pas classable dans la catégorie des empoisonneurs populaires contrairement à cette étiquette collée comme acquise par plusieurs journaux. L'accusée n'aurait pas ressemblé à une femme fatale, contrairement à ce qu'a écrit le journal Basler Nachrichten. Les incidents funestes se sont produits dans un appartement où brillait surtout le sérieux et la tranquillité. Mais c'est précisément dans ces Journaux où son apparente sérénité mentionnée, son mutisme de fer et sa manière froide et contrôlées ont joué contre elle. Il lui a également été reproché son incontrôlable penchant pour le luxe, pour sa "débauche" et sa relation extraconjugale avec un jeune médecin.

### Autobiographie
- Maria Popesco. Entre deux mercredis Éditions La Baconnière, 1961. 247 pages.
- Maria Popescu. Von Mittwoch bis Mittwoch Éditions Paul Haupt, 1961. 221 pages. Traduction: Bee Juker. ASIN B0000BMFY8
- Maria Popescu. Între două miercuri Éditions Corint, 2018. 251 pages. Traduction: Rodica Vintilă.  (ISBN 978-606-793-390-1)

### Sources secondaires
- William Matthey-Claudet. Une erreur judiciaire ? L'affaire Popesco Imprimerie Montandon & Cie, Fleurier (Ntel).
- Antoine Jacques & Pierre Bellemare. Les Dossiers extraordinaires de Pierre Bellmare, éditions Fayard, 1976.
- Yolanda Eminescu (ro). Din Istoria Marilor Procese Éditions Junimea, Iasi, 1992.
- Jean-Noël Cuénod. De l'assassinat de Sissi à l'acquittement de Mikhaïlov, un siècle de Procès à Genève, éditions Tribune de Genève, 1999.